# Ашшур-рім-нішешу
Ашшур-рім-нішешу (аккад. Ашшур, телець народу) — правитель міста Ашшур в 1398–1391 до н. е. Син Ашшур-бел-нішешу.
| Попередник       | Цар Асирії              | Наступник            |
| ---------------- | ----------------------- | -------------------- |
| Ашшур-бел-нішешу | 1398-1391 роки до н. е. | Ашшур-наддін-аххе ІІ |